# Пакувка
Пакувка (пол. Pakówka, нім. Wiesenrode) — село в Польщі, у гміні Бояново Равицького повіту Великопольського воєводства.
Населення — 310 осіб (2011).
У 1975-1998 роках село належало до Лешненського воєводства.

## Демографія
Демографічна структура станом на 31 березня 2011 року:
|          | Загалом | Допрацездатний вік | Працездатний вік | Постпрацездатний вік |
| -------- | ------- | ------------------ | ---------------- | -------------------- |
| Чоловіки | 205     | 16                 | 151              | 38                   |
| Жінки    | 105     | 16                 | 70               | 19                   |
| Разом    | 310     | 32                 | 221              | 57                   |